# The Needles
The Needles (« les aiguilles », en anglais) sont une suite caractéristique de trois stacks de craie qui s'élèvent à la pointe occidentale de l'île de Wight, au Royaume-Uni. Un phare se dresse sur l'une d'entre elles depuis 1859.
Le nom de la formation provient d'un quatrième stack en forme d'aiguille qui s'est effondré lors d'une tempête en 1764. Malgré cela, le nom Needles est resté. Les falaises ont accueilli une batterie d'artillerie entre 1860 et 1954.
Au sommet de la falaise se trouve The Needles Pleasure Park, un petit parc d'attractions avec une sélection de boutiques et de manèges. L'attraction la plus célèbre dans le parc de plaisance est le télésiège, qui opère entre le parc et la baie d'Alum (en).
Les Needles sont représentées en 1796 par Turner dans le tableau Pêcheurs en mer.

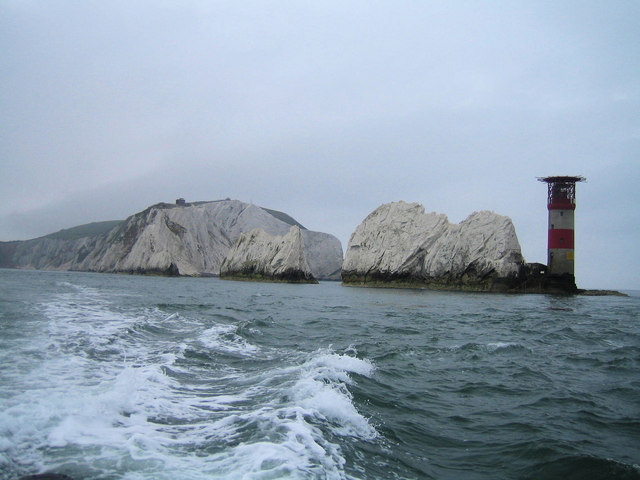
Le phare des Needles.